# Suaita
Suaita – miasto w Kolumbii, w departamencie Santander.